# Fantazijska pripoved
Fantazijska pripoved je izraz za literarni, navadno prozni žanr, ki temelji na zamišljanju pojavov zunaj neposredno dojete stvarnosti. Fantazija je žanr fikcije, ki običajno vsebuje čarobne in nadnaravne pojave. Sorodna je žanru znanstvene fantastike.

## Značilnosti
Fantazija je eden izmed žanrov fantastične literature, ki združuje žanre, ki se oddaljujejo od resničnosti: fantastiko, grozljivko, utopijo in ostale razvojne oblike, ki segajo od pravljic in mitov dalje. Fantastičnost se pojavi, ko pride do napetosti med realnim in irealnim svetom, na meji med znanim in neznanim. Poteka lahko na fantastični in realni ravni, pri tem pa je dogajanje na ravni fantastičnega logično urejeno. Dogajanje se lahko odvija v navidezno realnem okolju ali pa izključno v fantastičnem okolju. Fantazijsko pripoved in znanstveno fantastiko najdemo na seznamu trivialnih žanrov.

## Zgodovina
Žanr fantazijske pripovedi je star manj kot dve stoletji, njegove korenine segajo daleč v zgodovino, saj so bili elementi nadnaravnega in fantastičnega prisotni že od začetka pripovedništva in pisanja literature. Med začetke uvrščamo dela, kot so Ep o Gilgamešu, Odiseja, Beowulf, Tisoč in ena noč, Božanska komedija in ostala dela.
Zgodovina sodobne fantazijske literature med prva avtorja uvršča škotskega pisatelja Georga MacDonalda in njegova romanoa The Princess and the goblin (1872 ) in Phantastes (1858). Slednji velja za prvi fantazijski roman, napisan za odrasle. Drug pomemben pisatelj tega časa je bil William Morris s številnimi romani, med drugim z The well at the world's end (1896).
Fantazijska dela za mlade so bila bolj sprejemljiva kakor za odrasle. Pisatelji, ki so imeli željo pisati fantazijska dela za mlade, so morali svoja dela prilagajati. Kot pomembno prelomnico v fantazijski literaturi štejemo delo Alica v čudežni deželi iz leta 1865. Začetki sodobne fantazijske pripovedi sodijo v 18. stoletje, skupaj z naraščajočo priljubljenostjo popotniških zgodb. Prva fikcijsko fantazijska revija je bila ustvarjena leta 1923, imenovala se je Weird tales (Čudne zgodbe), z njej podobnimi revijami je fantazijska pripoved postajala vedno bolj priljubljena. Žanr fantazije je resnično zaživel šele konec 19. oziroma v začetku 20. stoletja. Velika prelomnica v razvoju fantazijske literature so dela angleškega pisatelja in jezikoslovca J. R. R. Tolkiena iz petdesetih let dvajsetega stoletja (Hobit ali Tja in spet nazaj in triologija Gospodar prstanov) in C. S. Lewisove Zgodbe iz Narnije. Pomembna avtorica je tudi Ursula Kroeber Le Guin s svojimi romani Saga o Zemljemorju (ang. Earthsea). Najbolj znano in priljubljeno delo zadnjega desetletja je nedvomno zbirka sedmih knjig angleške avtorice J. K. Rowling z naslovom Harry Potter.
Pomemben napredek v sodobni fantazijski književnosti lahko štejemo sago Pesem ledu in ognja ameriškega pisatelja Georga R. R. Martina, saj je se z njegovimi deli fantazija dokončno otresla smernic, katere je postavil Tolkien s svojimi romani o Srednjem svetu. Tako je več kot pol stoletja fantazijska književnost temeljila na popotovanju dobrega glavnega lika, medtem ko so bili njegovi nasprotniki vedno slabi. Liki v fantazijskih romanih do izida Igre prestolov so bili črno-beli. Martin je likom dodal tako dobre kot tudi slabe lastnosti, predvsem pa je zabrisal meje med dobrimi in slabimi liki. Vrednotenje na dobre in slabe je prepustil bralcu samemu. Ta novost je pomenila nov razmah v fantazijski književnosti in kar nekaj avtorjev je sledilo njegovemu zgledu (Rothfuss).

## Mediji
Fantazija je kot priljubljen žanr, ki je našla pot v številne medije – filmi, televizijski programi, grafični romani, videoigre, glasba in slikarstvo. Fantazijski filmi so filmi s fantastičnimi temami, ki navadno vključujejo magične, nadnaravne dogodke, nadnaravna bitja ali domišljijske eksotične svetove. Fantazijski televizijski programi so žanr, ki se ponaša z elementi fantastičnega, pogosto tudi magije in nadnaravnih sil. Teh vrst televizijskih programov na Slovenskem ni, so pa zelo razširjeni v tujih državah. Grafični roman je pripovedno delo, v katarem se zgodba prenaša k bralcu preko oblike stripa. Fantazijska umetnost je zvrst umetnosti, ki prikazuje magične in nadnaravne teme, najbolj je razširjena v obliki slikarstva.

## Slovenski avtorji
- Anton Ingolič: Udarna brigada (COBISS)
- Vitomil Zupan: Potovanje v tisočera mesta (COBISS),  Trije konji (COBISS)
- Vid Pečjak: Drejček in trije marsovčki (COBISS)
- Jože Snoj: Avtomoto mravlje (COBISS)
- Vida Brest: Veliki čarovnik Ujtata (COBISS)
- Svetlana Makarovič: Kosovirja na leteči žlici (COBISS), Kam pa kam, kosovirja? (COBISS)
- Niko Grafenauer: Majhnica (COBISS)
- Bina Štampe Žmavc: Ure kralja Mina (COBISS)
- Nataša Sukič: Molji živijo v prahu (COBISS)
- David Vasiljevič: Srce v skali (COBISS)
- Mara R. Sirako: Dangober, Spopad pri Opozorilniku, 2009 (COBISS)
- Danila Žorž: Čarni angel, 2012 (COBISS)
- Natalija Nanevska Đuričić: Otroci Avalona, 2012 (COBISS)
- Annalight Night: Uslužbenka smrti, 2012; Uslužbenka zmaja, 2013; Uslužbenka senc, 2013; Poljub Črnega jezera, 2013
- Aneja Gros: Rožna izbranka, 2013; Zamrznjena v času, 2013; Na valovih vetra, 2013
- Valerija Krznarič: Princesa Vivien, 2013
- Denis Podaj: Bojevanje z diamanti, 2014
- Uroš Topić: Emma Storm. Bratovščina Culis, 2013 (COBISS)
- Julija Lukovnjak: Imaginarni svetovi Edgarja Kaosa, 2021 (COBISS)
- Jakob Konda: Skrivnost Srži (COBISS), Padec magije, 2021 (COBISS)
- Jan R. Bilodjerič: Animus: V svetu senc, 2021 (COBISS)
- Domen Mezeg: Ilonika: Saga o cesarju Feliksu (2020, 2023)